# Avianca Perú

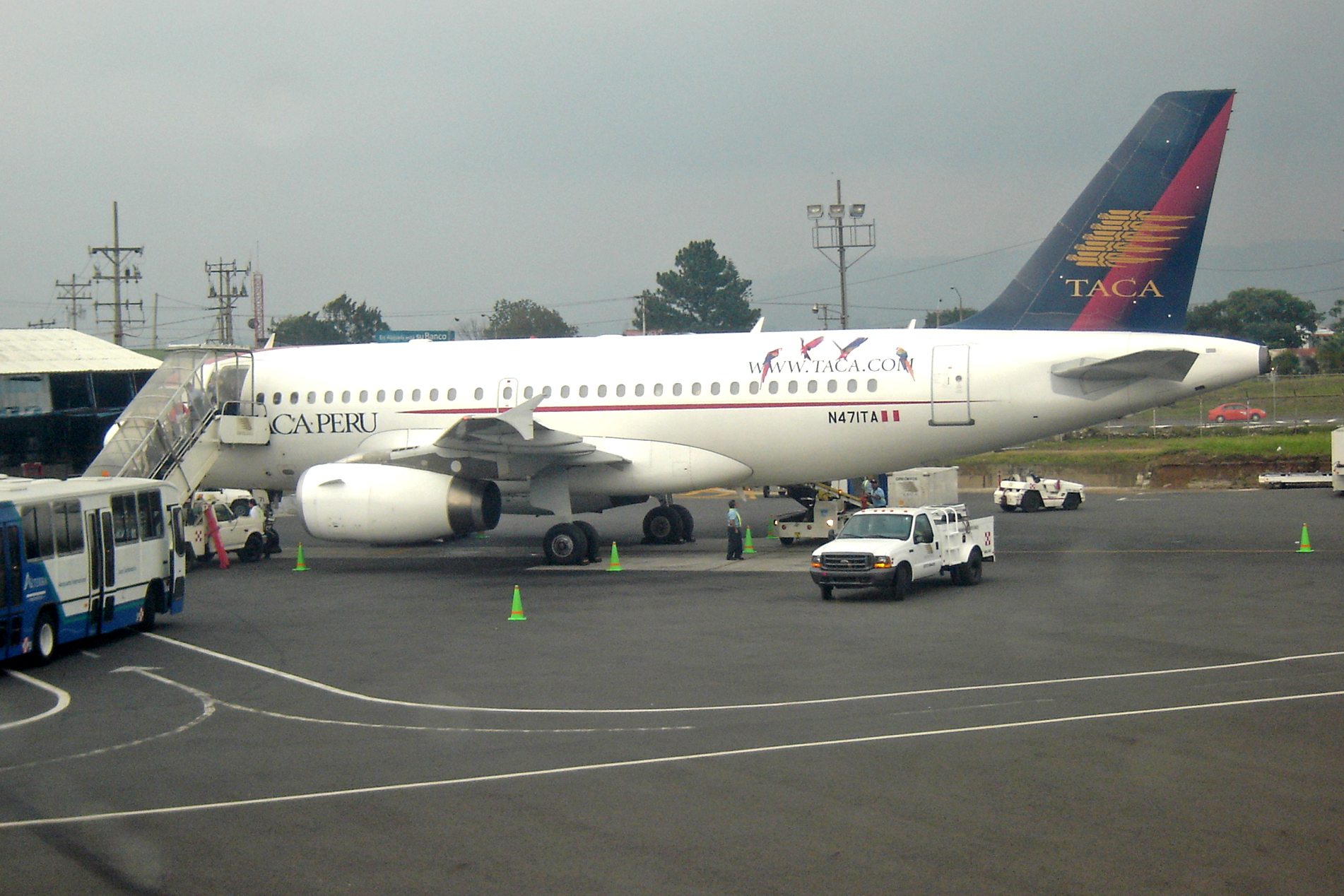

A Avianca Perú, anteriormente TACA Perú, foi uma companhia área baseada em Lima, capital do Peru. Opera serviços nacionais e internacionais para mais de 18 destinos baseada no Aeroporto Internacional Jorge Chávez. Seu controle acionário (51%) pertence a Daniel Ratti que preside a empresa e os outros 49% ao grupo salvadorenho TACA, fazendo parte portanto do conglomerado da empresa junto com a Lacsa,empresa aérea costa riquenha.

## História
A companhia foi fundada em julho de1999 pelos empresários Daniel Ratti e Ernesto Mahle com o nome de TransAm (Trans American Airlines), mas logo depois mudou de nome devido a compra feita pela TACA que queria montar um  Hub na América do Sul.
Em 10 de maio de 2020, a Avianca Holdings S.A. anunciou o cancelamento das operações no Peru e o início de um processo de liquidação e fechamento da Avianca Perú S.A., que encerrou a companhia aérea após 21 anos de operação.

## Frota
| Aeronave        | Em serviço | Pedidos | Notas |
| --------------- | ---------- | ------- | ----- |
| Airbus A319-100 | 7          | -       |       |
| Airbus A320-200 | 5          | -       |       |
| Airbus A330-200 | 2          | -       |       |
| Total           | 14         |         |       |